# Личков Семен Никифорович
Личко́в Семе́н Ники́форович (рос. дореф. Лычковъ Семенъ Никифоровичъ; 19 (31) липня 1801 , Київ  — 5 (17) березня 1877 , Київ ) — київський купець 1-ї гільдії, потомствений почесний громадянин Києва, київський міський голова в 1853–1854 роках.

## Біографія
Народився 19 (31) липня 1801 року в Києві. Батько, Нікіфор Іванович Личков, був купцом 3-ї гільдії, наприкінці XVIII — на початку XIX століття разом зі старшим братом Олексієм переселився з Калуги до Києва та заснував тут власну торгівлю. Мав нерухомість на Подолі. Окрім Семена, мав ще синів Олександра (03.07.1800–1840), Михайла (нар. 1802), Олексія (нар. 1804) та Миколу (19.08.1809–1855). Никифор Личков помер 1818 року. 
1834 року мати Семена, Анна Матвіївна Личкова, що була дочкою калузького, згодом київського, купца Матвія Івановича Мединцева, після смерті чоловіка стала київською купчихою 2-ї гільдії та перебувала з родиною в цій гільдії до смерті в 1844 році.
На виборах 1835 року обраний гласним у Київську міську думу. У 1837–1838 роках після смерті міського голови Парфентія Дегтерьова цю посаду справляв Павло Єлисєєв. На час довготривалих від'їздів останнього з Києва у комерційних справах гласні Семен Личков та Микола Балабуха заміняли його.
Після смерті міського голови Івана Ходунова з вересня 1853 по 1854 рік справляв обов'язки київського міського голови.
Семен Личков був парафіянином Покровської церкви на Подолі.
Помер 5 (17) березня 1877 року в Києві, похований на Щекавицькому кладовищі, могила не збереглася.

## Родина
- Батько — Никифор Іванович Личков (1776–1818), київський купець 2-ї гільдії.
- Мати — Анна Личкова (03.02.1782–01.11.1844)[4][5], київська купчиха 2-ї гільдії (з 1834 року).
- Дружина — Раїса Никифоровна Ратушкіна (1805–07.04.1843)[6], дочка калузьких купців, торговців товарами у Малоросію. Повінчані 15.01.1824 року в калузькій церкві Покрова на рву[7].
- Діти: 
  - Людмила (нар. 1826), з 30 червня 1846 року дружина штабс-ротмістра Олександра Михайловича Лосєва[8]; Олександра (нар. 1828);
  - Микола (нар. 07.12.1829);
  - Анфіса (нар. 20.03.1832)[9], 12 лютого 1861 року вийшла заміж за британського підданого Веніамина Францовича Рейнера[10];
  - Юлія (01.10.1835–26.07.1906), з 12.01.1858 року дружина потомственого почесного громадянина Миколи Тимофійовича Дехтерьова (1830–22.07.1907);
  - Єлизавета (нар. 15.08.1837), з 10.11.1868 року дружина ординатора Акушерської факультетської кліники Університета св. Володимира лікаря з відзнакою Йосифа-Емілія Фердинандовича Функе;
  - Софія (нар. 27.08.1839), з 16.10.1866 року дружина інженер-капітана Дмитра Олександровича Тимашева[11].
- Брати — Олександр (03.07.1800–1840), Михайло (04.11.1802–06.12.1862), Олексій (1804–08.04.1880) та Микола (19.08.1809–1855).
- Сестра — Єлизавета (нар. 11.08.1817) — з 04.10.1836 року дружина ніжинського грека Федора Івановича Клиця.